# 홍병식
홍병식(1969년 10월 15일~)은 대한민국의 바이애슬론 선수로, 1988년 동계 올림픽과 1992년 동계 올림픽에 참가했다.